# Seixo Amarelo
Seixo Amarelo ist eine ehemalige Gemeinde (Freguesia) im portugiesischen Kreis Guarda. In ihr leben 84 Einwohner (Stand 30. Juni 2011).